# Гаджимирзаев, Гаджимурад Абдусамадович
Гаджимурад Абдусамадович Гаджимирзаев (8 июня 1937, c. Урахи Сергокалинский район — 6 июня 2022, Махачкала) — советский и российский учёный, доктор медицинских наук, профессор. Заслуженный врач Российской Федерации, заслуженный врач ДАССР и ЧИАССР, заслуженный деятель науки ДАССР и ЧИАССР. Академик Международной академии наук.

## Биография
Родился 8 июня 1937 года в селе Урахи Сергокалинского района ДАССР, сын первого секретаря Дагестанского обкома ВЛКСМ Абдусамада Далгат.
Младший брат хирурга Гаджимирзы Гаджимирзаева — Академика Международной академии наук, д.м.н, профессора, Заслуженного врача РФ и ДАССР, Заслуженного деятеля науки ДАССР и ЧИАССР.
В 1956 году с серебряной медалью окончил Урахинскую среднюю школу.
В 1961 году окончил педиатрический факультет Дагестанского государственного медицинского института.
С 1961 по 1963 год обучался в клинической ординатуре при кафедре болезней уха, горла и носа того же вуза.
С 1963 по 1966 год работал в ЛОР-отделении Махачкалинской городской клинической больницы № 2.
С 1966 по 1969 год обучался в очной аспирантуре при Ленинградском НИИ уха, горла, носа и речи.
В 1970 году защитил кандидатскую диссертацию на тему «Клинико-лабораторные материалы по вопросу о связи некоторых заболеваний верхних дыхательных путей с хронической пневмонией в детском возрасте».
С 1970 по настоящее время работает в ДГМА последовательно ассистентом, доцентом, профессором, зав кафедрой.
В 1981 году защитил докторскую диссертацию «Органико-патогенетическая взаимосвязь заболеваний верхних и нижних дыхательных путей у детей».
В 1987 году был избран заведующим кафедрой ЛОР-болезней при ФПО, а с 1993 года — оториноларингологии с усовершенствованием врачей того же вуза.
Скончался 6 июня 2022 года, не дожив двух дней до своего дня рождения в возрасте 84 лет. Похоронен в селе Сергокала.

## Научная деятельность
Основными направлениями научных исследований являются:
- аллергозы верхних дыхательных путей у детей и взрослых и методы их лечения специфической и неспецифической иммунотерапией, антигистаминами, топическими кортитикостероидамии антиоксидантами;
- клинико-патогенетическая взаимосвязь острых и хронических неспецифических заболеваний верхних и нижних дыхательных путей;
- отоенные и риносинусогенные гнойно-септические осложнения.

Исследования по указанным проблемам отражены в 4-х монографиях:
- «Ринобронхопульмональный синдром»[1];
- «Аллергические риниты у детей и взрослых»[2];
- «Лечение и профилактика аллергического ринита»[3];
- «Отогенные гнойно-септические осложнения в эру антибиотиков»[4]

Среди оториноларингологов и врачей смежных специальностей эти издания получили широкое признание. По совокупности выпущенных работ с оценкой «за большой вклад в развитие отечественной оториноларингологии» Г. А. Гаджимирзаеву решением XVII съезда оториноларингологов России от 2006 года вручена профессиональная награда «Золотой рефлектор», а в 2007 — медаль им. академика Н. П. Симановского.
Всего опубликованных научных, научно-педагогических и учебно-методических работ — 354. Под его руководством защищены 1 докторская и 4 кандидатских диссертаций.
Г. А. Гаджимирзаев является председателем Дагестанского отделения Всероссийского общества оториноларингологов, членом правления Российского общества оториноларингологов и членом исполкома Российского общества ринологов. Он состоит членом редакционных советов журналов «Вестник оториноларингологии»; «Российская оториноларингология» и «Российская ринология».
Является активным участником более 30 Всероссийских съездов, конгрессов, конференций, симпозиумов, а также международных форумов по специальности:
- XVII конгресса Европейских фониатров, Киев, 1991;
- XIX Европейского конгресса по инфекции и аллергологии носа. Ярославль, 2001;
- VI Европейского симпозиума по полипозному риносинуситу, Москва, 2006.

## Награды и звания
Государственные награды и звания: медали: «За трудовую доблесть», «За трудовое отличие», «Ветеран труда», «За заслуги ДГМА», «Заслуженный деятель науки РД», «Заслуженный врач РФ», «Заслуженный врач Дагестанской АССР» и «РД».